# Kadar
 Ovo je glavno značenje pojma Kadar. Za pleme pogledajte Kadar (pleme).
Kadar predstavlja okvir, izdvojenost iz okoline. Kadar je u fotografiji određen je širinom objektiva. U slici je kadar određen formatom slika na kojoj se slika ili crta. Kadar u stripu izdvaja dio radnje, a nizanjem kadrova vodi čitateljev pogled kroz radnju. Kao što svi oblici imaju svoju strukturu (građu), tako je ima i format slike. Umjetnik izabire dijelove strukture po kojima gradi kompoziciju svoje slike.
Kadar u filmu je jedinica filmskog izlaganja, odnosno dio filma u kojemu se bez ikakvih promatračkih prekida prati prizorno zbivanje.
Kadar je logicna cjelina videozapisa. Videozapis se sastoji od vise kadrova. Kadrovi mogu biti fotografije (isječci) ili videozapisi (videoisječci).
Razlikujemo duge i kratke, dubinske i plošne, statične i dinamične te autorske.

## Vanjske poveznice
- Mediji.hr – Mala škola filma: kadar  Arhivirana inačica izvorne stranice od 30. siječnja 2015. (Wayback Machine)